# Крестьяне-дарственники
Крестьяне-дарственники — бывшие крепостные крестьяне в России получившие в результате Крестьянской реформы 1861 года дарственные наделы. Такие наделы размером не менее 1/4 высшего надела для данной местности, предусмотренного по Положениям 19 февраля, предоставлялись крестьянам безвозмездно по соглашению с помещиками. В среднем надел крестьян-дарственников составлял около 1 десятины на мужскую душу и был значительно меньше, чем дореформенный.
Крестьяне-дарственники появились в основном в начале 1860-х гг., главным образом в чернозёмных губерниях, где в большинстве случаев были сравнительно низкие арендные и продажные цены на землю и высокая плата за с.-х. работы. Помещики, чаще всего крупные, шли на предоставление дарственных наделов с целью сохранить в своей собственности побольше земли и закрепить на местах дешевую рабочую силу. Со своей стороны, крестьяне в получении дарственных наделов зачастую видели реальную и скорую возможность прекращения зависимых отношений с помещиком и получения полной хозяйственной самостоятельности без выкупных платежей и круговой поруки. Борьба за получение дарственных наделов была одним из направлений крестьянского движения начала 60-х гг.
Общее число крестьян-дарственников к началу 80-х гг. составляло в 32 губерниях Европейской России 500—525 тыс. ревизских душ. В ряде губерний крестьяне-дарственники составили значительную долю всех бывших помещичьих крестьян (в Саратовской 33,5 %, Казанской 30,3 %, Самарской 25,7 %, Екатеринославской 23,7 %, Симбирской 20,1 % и т. д.). В отдельных уездах их доля была ещё выше (в Вольском уезде Саратовской губернии 97 %, Саратовском уезде 58 %, Чистопольском и Спасском уездах Казанской губернии по 50 %, в Сызранском уезде Симбирской губернии 40 %). Поскольку большинство крестьян-дарственников имело до реформы 1861 наделы значительно большие, чем полученные затем дарственные, то уменьшение их наделов было очень велико (в Симбирской губернии на 77 %, Саратовской на 68 %, Самарской на 59 %). Отрезка земли у крестьян-дарственников явилась основной причиной общего значительного уменьшения надельного землепользования бывших помещичьих крестьян ряда губерний (Саратовская, Самарская, Симбирская, Воронежская и др.). Незначительная часть крестьян-дарственников успела по дешёвым ценам купить землю, но в целом положение крестьян-дарственников в пореформенный период непрерывно ухудшалось (особенно в связи с повышением арендных и продажных цен на землю) и было тяжелее, чем у остальных бывших помещичьих крестьян. По обследованию 1907 года было учтено 216,7 тыс. дворов крестьян-дарственников (1 176,7 тыс. человек обоего пола). Средний надел на двор составлял около 2 десятин. Крестьяне-дарственники активно участвовали в крестьянском движении конца XIX в. и в Революции 1905—1907 гг.